# Campeonato Europeo de Remo de 1972
El LXII Campeonato Europeo de Remo se celebró en Brandeburgo (RDA) en 1972 bajo la organización de la Federación Internacional de Sociedades de Remo (FISA).
En total se disputaron cinco pruebas diferentes, todas ellas en la categoría femenina.

## Medallero
| Núm. | País         | Oro | Plata | Bronce | Total |
| ---- | ------------ | --- | ----- | ------ | ----- |
| 1    | URSS         | 3   | 1     | 0      | 4     |
| 2    | Países Bajos | 1   | 1     | 1      | 3     |
| 3    | Rumania      | 1   | 1     | 0      | 2     |
| 4    | RDA          | 0   | 1     | 2      | 3     |
| 5    | Francia      | 0   | 1     | 1      | 2     |
| 6    | RFA          | 0   | 0     | 1      | 1     |
|      | TOTAL        | 5   | 5     | 5      | 15    |